# Rasalinga
Rasalinga – hinduistyczny przedmiot kultowy, lingam wykonany z substancji zaierających rtęć.
Lingamy stanowią centralną część ołtarza w śiwaistycznych świątyniach. Rtęciowe lingamy uważano za szczególnie powiązane z tym bogiem. Rudrajamalatantra wprost nazywa Śiwę „bogiem rtęci”. Dzieło Rasaratnasamuććaja naucza, że właśnie ten bóg objawił ludzim rtęć.
Rasalingi sporządzali dla celów swoich medytacji (sadhana) szczególnie adepci tradycji alchemicznej rasajana.